# هاورد سول بيكر
هاوَرْد سُول بِيكَر (بالإنجليزية: Howard Saul Becker) هو عالم اجتماع أمريكي، ولد في 18 أبريل 1928 في شيكاغو في الولايات المتحدة. قدم مساهمات كبيرة في سوسيولوجيا الانحراف وسوسيولوجيا الفن وسوسيولوجيا الموسيقا. كتب بيكر بشكل موسع عن أساليب الكتابة الاجتماعية ومنهجياتها، وقدم في كتابه -الغرباء- في عام 1963 أسسَ نظرية الوصم. يُطلق على بيكر غالبًا اسم التفاعلي الرمزي أو البناء الاجتماعي، على الرغم من أنه لم ينحَز لأي من الطريقتين. بتخرجه من جامعة شيكاغو، يعتبر بيكر جزءًا من مدرسة شيكاغو الثانية لعلم الاجتماع، التي تضم أيضًا إيرفينغ غوفمان وأنسيلم شتراوس.

## السيرة الذاتية

### مهنة التدريس
بعد حصوله على الدكتوراه من جامعة شيكاغو، عمل بيكر لمدة ثلاث سنوات مدرسًا في علم الاجتماع والعلوم الاجتماعية في جامعة شيكاغو. في عام 1965، أصبح بيكر أستاذًا في علم الاجتماع في جامعة نورث وسترن، حيث درس حتى هناك حتى عام 1991.  خلال حياته المهنية في نورث وسترن، قام بيكر أيضًا بالتدريس بصفته أستاذًا زائرًا في جامعة مانشستر وعالمًا زائرًا في المتحف الوطني في ريو دي جانيرو. في عام 1991، أصبح بيكر أستاذًا لعلم الاجتماع، وأستاذًا مساعدًا للموسيقى في جامعة واشنطن في عام 1996 حتى تقاعده في عام 1999.
حصل بيكر أيضًا على العديد من الجوائز والأوسمة في مجاله، ومن ضمن هذه الجوائز زمالة غوغنهايم في الفترة بين عامي 1978-1979، وجائزة تشارلز هورتون كولي، المقدمة من جمعية دراسة التفاعل الرمزي في عام 1980، وجائزة كومنولث ويلث في عام 1981، وجائزة كولي / ميد في قسم علم النفس الاجتماعي التي تقدمها الجمعية الأمريكية لعلم الاجتماع في عام 1985، وجائزة جورج هربرت ميد المقدَمة من جمعية دراسة التفاعل الرمزي في عام 1987، وجائزة السيرة المهنية للمنحة الدراسية المميزة المقدمة من الجمعية الأمريكية لعلم الاجتماع في عام 1998. حصل بيكر أيضًا على درجات فخرية من جامعة باريس الثامنة، وجامعة بيير مينديس فرانس في غرونوبل، وجامعة إراسموس في روتردام، والمدرسة العليا للعلوم الإنسانية في ليون.

## إسهاماته

### علم اجتماع الانحراف ونظرية الوصم
على الرغم من أن بيكر لا يدّعي أنه متخصص في الانحراف، لكن علماء الاجتماع وعلماء الجريمة الذين يدرسون الانحراف يستشهدون بعمله في هذا الموضوع. يُنسب الفضل إلى كتاب الغرباء لبيكر عام 1963 وهو أول الكتب في نظرية الوصم وتطبيقها على دراسات الانحراف. اكتشف بيكر النظرية القائلة بأن الانحراف هو مجرد تركيب اجتماعي يُستخدم لإقناع الجمهور بالخوف وتجريم مجموعات معينة. تتحدث مجموعة من المقالات المبكرة حول هذا الموضوع أن كتاب الغرباء يحدد نظريات بيكر حول الانحراف من خلال مجموعتين منحرفتين هما مستخدمو الماريجوانا والموسيقيون الراقصون. يعّرف بيكر الانحراف في كتابه بأنه «الانحراف ليس نوعية شخص سيّئ، بل ناتج عن وصف شخص ما لشخص آخر على أنه سيّئ».
يُعرَف بيكر على نطاق واسع بعمله في ثقافة المخدرات، وخاصة دراساته حول استخدام الماريجوانا. يبحث الفصلان الثالث والرابع من الغرباء، واللذان نُشرا أصلا في المجلة الأمريكية لعلم الاجتماع في عام 1953، كيف صُنف مستخدمو الماريجوانا منحرفين اجتماعيين. ألهمت قراءة بيكر لكتاب ألفريد ليندسميث عن إدمان الأفيون للكتابة حول هذا الموضوع.
حظي بيكر بكونه موسيقيًا بتجارب مباشرة في مجال المخدرات، فلقد تمكن من الحصول على مشتركين لمقابلاته عبر صلاته بالأحداث الموسيقية. توضح أول المقالات -بعنوان «عندما تصبح متعاطيًا للماريجوانا»- كيف يلعب التفاعل الاجتماعي دورًا في تعلم كيفية استخدام المخدر والاستمتاع به، ويصف المقال الثاني -بعنوان «استخدام الماريجوانا والرقابة الاجتماعية»- كيف تفيد آليات الرقابة في الحد من تعاطي المخدر، علاوة على ذلك في تصنيف المتعاطين على أنهم منحرفون. في أواخر الستينيات من القرن الماضي، كتب بيكر مقالتين إضافيتين عن ثقافة المخدرات بعنوان «التاريخ والثقافة والتجربة الذاتية: استكشاف الأسس الاجتماعية للتجارب الناتجة عن تعاطي المخدرات» و «القضاء على حوادث المخدرات في الحرم الجامعي». وعلى الرغم أنه لم يكتب أي شيء عن ثقافة المخدرات منذ سبعينيات القرن الماضي، ما يزال يُعرف على نطاق واسع على أنه باحث مؤثر في هذا المجال.
قدم بيكر مساهمة أخرى في سوسيولوجيا الانحراف، وهي دراساته عن الثقافات المنحرفة. في كتاب الغرباء، درس بيكر تشكل الثقافات المنحرفة عبر رصده للموسيقيين. ووفقًا لبيكر، يضع الموسيقيون أنفسهم في مواجهة غير الموسيقيين، ما يعزلهم ويسهم في اعتبارهم ثقافة منحرفة. من المساهمات المهمة الأخرى التي قدمها بيكر من خلال دراساته لثقافة الانحراف هي مفهوم (المهن المنحرفة). في حالة الموسيقيين، اختبر بيكر نتائج الاختيارات الفردية لمهن تصنف أساسا ضمن المجموعات المنحرفة، وكيف يلعب ذلك دورًا في تصنيف الشخص الذي اختار المهنة على أنه منحرف. تأثر عمل بيكر عن المهن المنحرفة بمعلمه إيفرت هيوز

رسخ عمل بيكر بخصوص الانحراف اسمه ضمن مؤسسي نظرية الوصم. تعتمد نظرية الوصم على فكرة أن الانحراف الاجتماعي ليس فردًا منحرفًا بطبيعته، بل يصبح منحرفًا لأنه صُنف على هذا النحو. في الفصل الأول من الغرباء، يشرح بيكر:
تخلق المجموعات الاجتماعية مفهوم الانحراف عبر وضع قواعد ينتج عن مخالفتها الانحراف، وبتطبيق تلك الأدوار على أشخاص معينين وتصنيفهم بأنهم غرباء. من وجهة النظر هذه، فإن الانحراف ليس نوعية الفعل الذي يرتكبه الشخص، بل هو نتيجة لتطبيق القواعد والعقوبات من قبل الآخرين على المذنب. المنحرف هو الذي طُبّقَت هذه التسمية عليه بنجاح؛ والسلوك المنحرف هو السلوك الذي صنفه الناس كذلك.
وفقًا لبيكر، يجب ألّا يبقى كل الأفراد المصنفين على أنهم منحرفون كذلك، فبمجرد اعتبارهم منحرفين، يُرجح أن يسلك الأفراد طرقًا منحرفة. في عام 1973، أعاد بيكر إصدار كتاب «الغرباء» مع فصل نهائي بعنوان (إعادة النظر في نظرية الوصم). في الفصل، يجيب بيكر على النقاد الذين يجادلون بأن نظرية الوصم تفشل في تقديم تفسير لسبب الانحراف أو شرح أو لكيفة إقدام الأفراد على أعمال منحرفة بالدرجة الأولى. يوضح بيكر أنه لم يكن القصد من النظرية أن تؤخذ على أنها نظرية شاملة للانحراف، ولم يكن المقصود منها تفسير السلوكيات المنحرفة باعتبارها مجرد نتيجة للمؤثرات الخارجية. بل كان القصد من نظرية الوصم تركيز الانتباه على الطريقة التي تضع بها التصنيفاتُ الفردَ في ظروف تصعّب عليه مواصلة الروتين العادي للحياة اليومية؛ ما يدفعه للقيام بأفعال غير طبيعية.

### سوسيولوجيا الفن
بعد كتابة أطروحته، نما اهتمامه بالدراسة الاجتماعية للفن. رأى بيكر أن هذا الحقل كان متخلفًا وكان ومكونًا بشكل أساسي من أحكام تقييم مكشوفة لفنانين محددين. على خلاف الأعمال السابقة في علم اجتماع الفن، تعامل بيكر مع الفن باعتباره عملًا جماعيًا ودرس الفن بصفته مهنة.
كانت إحدى المساهمات الرئيسة لبيكر في هذا المجال هي فكرة أن الفن نتيجة للعمل الجماعي. يصف بيكر في كتابه عوالم الفن -عام 1982- كيف أن العمل الفني يتشكل عبر التنسيق بين عدة أفراد. وفقًا لبيكر، سيكون من الصعب -إن لم يكن من المستحيل- خلق الفن دون وجود جميع الأفراد الذين ينتجون المواد الضرورية لبناء هذا الفن. يشير بيكر أيضًا إلى «كيف يلعب تقسيم العمل» دورًا في إنشاء العمل الفني، فيذهب عمل العديد من الأفراد في سبيل إنتاج أدوات وإجراءات الفنان. بالإضافة إلى الأدوات اللازمة لعملية الإبداع، يشدد بيكر أيضًا على الدور الذي يلعبه المعنى المشترك في منح الفن قيمته. بمعنى آخر، يؤمن بيكر بأنه دون وجود فهم مشترك لقيمة العمل، سيصعُب تكوين أي صدى اجتماعي للعمل.
كتب بيكر -بالإضافة إلى كتاب عوالم الفن- العديد من المقالات حول سوسيولوجيا الفن. تُرجم مجلدان من هذه المقالات إلى اللغة الفرنسية: هما مجلد الأغاني والموسيقا ومجلد كلام عن الفن، في عام 2006، قام بيكر أيضًا بالمساهمة في كتاب (الفن من البداية إلى النهاية) ، وأضاف له مجموعة من المقالات الاجتماعية تتناول كيفية تقرير الفنانين مسألة انتهائهم من العمل. إلى جانب كتاباته حول هذا الموضوع علم بيكر أيضًا في دورة حول علم اجتماع الفن.

## وصلات خارجية
- الموقع الرسمي